# Benedictus Olai
Benedictus Olai, (Bengt Olofsson) född omkring 1520 troligen i Örebro, död 28 juli 1583 i Uppsala domkyrkoförsamling , var en svensk läkare.

## Biografi
Benedictus Olai var bror till Andreas Olai, samt morbror till Johannes och Nils Chesnecopherus.
Benedictus Olai blev filosofie magister i Wittenberg och studerade därefter medicin och blev medicine doktor vid samma universitet och efter hemkomsten livmedikus hos Erik XIV, och senare även hos Johan III. Benedictus Olai var Sveriges förste medicine doktor, och förtrogen vän til Erik XIV och Karin Månsdotter. Han utgav bland annat Een nyttigh läkere book ther uthinnen man finner rådh, hielp och läkedom til allehanda menniskiornes siukdomar (1578).